# Адел Егзархопулос
Адел Егзархопулос (фр. Adèle Exarchopoulos; Париз, 22. новембар 1993) је француска глумица и најмлађа добитница Златне палме на Канском филмском фестивалу, коју је освојила за изведбу у филму Плаво је најтоплија боја. Ова улога донела јој је бројна признања филмских критичара, као и награду Цезар и награду Филмског фестивала у Кану за највеће глумачко откриће.

## Биографија
Адел је рођена у Паризу од оца Француза грчког порекла, професора гитаре и мајке Францускиње, медицинске сестре у париској болници. Њен отац јој је проследио љубав према музици свирајући и певајући с њом док је била мала. Има два брата који се зову Батист и Емили.
Своје детињство је провела у Клишију а затим у Паризу. Од 2001. до 2005. године  похађала је школу глуме. Завршава средњу школу без дипломе јер како каже „фалио јој је један бод”. Није желела да покуша опет и окреће се према аудицијама за филмове. Године, 2005. један режисер јој је понудио да учествује на аудицији за играни филма са Жоном Рошвортом. Није добила улогу али је њен видео обишао агенције и омогућио јој да глуми у краткометражним филмовима.
У вези је са француским репером Домпсом са којим има једног сина по имену Исмаел.

## Филмографија
- 2005 : Martha (на језику: француски)
- 2006 : Boxes (на језику: француски)
- 2008 : Les Enfants de Timpelbach (на језику: француски)
- 2010 : Tête de turc (на језику: француски)
- 2010 : La Rafle (на језику: француски)
- 2011 : Chez Gino (на језику: француски)
- 2011 : Carré blanc (на језику: француски)
- 2013 : Des morceaux de moi (на језику: француски)
- 2013 : La Vie d'Adèle (на језику: француски)
- 2013 : I Used to Be Darker(на језику: француски)
- 2014 : Qui vive (на језику: француски)
- 2014 : Voyage vers la mère (на језику: француски)
- 2015 : Les Anarchistes (на језику: француски)
- 2015 : Apnée (на језику: француски)
- 2016 : Éperdument (на језику: француски)
- 2016 : The Last Face (на језику: француски)
- 2017 : Orpheline (на језику: француски)
- 2017 : Le Fidèle (на језику: француски)
- 2018 : Noureev (The White Crow)(на језику: француски)
- 2019 : Sibyl (на језику: француски)
- 2019 : Revenir (на језику: француски)
- 2020 : Forte (на језику: француски)
- 2020 : BAC Nord (на језику: француски)

## Награде
- 2016: Интернационални фестивал француског филма : најбоља глумица
- 2014: Златна звезда француског филма Француске академије
- 2014: Кански филмски фестивал: Шопардов трофеј
- 2013: Кански филмски фестивал: њлатна плама за филм Плаво је најтоплија боја
- 2013: Интернационални филмски фестивал у САД за филм Плаво је најтоплија боја
- 2013: Интернационални филмски фестивал у САД: Вируозо Авард